# Certamen Literario Manuel Oreste Rodríguez López
El Certamen Literario «Manuel Oreste Rodríguez López» es un certamen literario organizado y financiado por el Excmo. Concello de Paradela. La entrega de premios se celebra en el Centro Socio-Cultural Manuel Rodríguez López, Paradela cada año. El Certamen está abierto a escritores y poetas que escriben en español o gallego. Los ganadores reciben premios de €600.
Se celebra en memoria del poeta y autor gallego Manuel Oreste Rodríguez López, por homenaje del Excmo. Concello de Paradela, en reconocimiento a su dedicación a la cultura y el idioma gallego. Se ha celebrado anualmente sin interrupción desde 1995. La entrega de premios de la 18.ª edición está fijada para diciembre de 2013.
El certamen es una ayuda para personas que necesitan dinero para seguir escribiendo y también un premio, que valora la contribución hecha a la cultura de Galicia por el concursante con un diploma.

## Detalles
Escritores y poetas de todo el mundo que escriben en español o gallego pueden enviar una obra al certamen. La obra no debe exceder las veinte páginas, y la poesía no debe exceder cien versos. Ha de ser original e inédita, sin haber ganado otro concurso. El jurado evalúa toda obra mandada el año de la entrega de premios. 
Los miembros del jurado de la 18.ª edición fueron:
- José Manuel Mato Díaz (alcalde de Paradela y presidente del jurado)
- José Jesús Ramos Ledo (jefe territorial de Lugo de la Consejería de Cultura y Turismo)
- Santiago Rodríguez López (hijo de Manuel Rodríguez López)
- Padre Xesús Mato Mato (presbítero y musicólogo)
- Xulio Xiz Ramil (escritor y periodista; funcionario de la Delegación provincial de Cultura y Deporte)
- Xavier Rodríguez Barrio (poeta)

## Premios y ganadores
Hay dos premios de €600 que se les da a los ganadores de las categorías de Narrativa o de Poesía. Se pueden dar accesits y menciones de honra a otros canditatos, pero no consisten en ayuda económica.
Los premiados a partir de la primera edición han sido:
|                     | Premio Poesía                                                | Accéssit(s) Poesía                                                       | Mención(es) de Honor                                                       | Premio Narrativa            | Accéssit(s) Narrativa                                                              | Mención(es) de Honor                               |
| ------------------- | ------------------------------------------------------------ | ------------------------------------------------------------------------ | -------------------------------------------------------------------------- | --------------------------- | ---------------------------------------------------------------------------------- | -------------------------------------------------- |
| 1.ª edición (1996)  | Agustín Hermida Castro                                       |                                                                          |                                                                            | Beatriz Piñeiro Calvo       | Sechu Sende                                                                        |                                                    |
| 2.ª edición (1997)  | Modesto Fraga Moure                                          | Roberto X. Traba Velay                                                   |                                                                            | Marco V. Lama del Corral    | Rosa Aneiros Díaz; Pedro Rielo Lamela                                              |                                                    |
| 3.ª edición (1998)  | Antonio Esteban González Alonso                              | José Ricardo Vélez Vázquez                                               |                                                                            | Xabier Castro García        |                                                                                    |                                                    |
| 4.ª edición (1999)  | Roberto X. Traba Velay                                       |                                                                          |                                                                            | Beatriz Piñeiro Calvo       |                                                                                    |                                                    |
| 5.ª edición (2000)  | Baldomero Iglesias Dobarrio                                  | Unai González Suárez                                                     |                                                                            | Jaime Naveria Pedreira      |                                                                                    |                                                    |
| 6.ª edición (2001)  | Manuel Terrín Benavides                                      | Baldomero Iglesias Dobarrio                                              |                                                                            | Francisco Calo Lourido      | Pedro Uris Escolano                                                                |                                                    |
| 7.ª edición (2002)  | Simón Iglesias Posse                                         | Salvador Moreno Pérez ; Estíbaliz Espinosa Río                           |                                                                            | Xosé Nicanor Alonso Álvarez | Xaime Naveira Pedreira                                                             |                                                    |
| 8.ª edición (2003)  | Salvador Moreno Pérez ; Alexandre Nerium (premio compartido) | Francisco Piñeiro González                                               |                                                                            | Xaime Domínguez Toxo        | Xoán Xosé García López                                                             |                                                    |
| 9.ª edición (2004)  | María Goretti Fariña Caamaño                                 | Manuel Luque Tapia ; María Rey Torrente                                  |                                                                            | Francisco Piñeiro González  | Vicente Javier García Gómez ; Andrés Albuerne de Frutos                            |                                                    |
| 10.ª edición (2005) | María Teresa Núñez González                                  | Amadeo Cobas ; Unai González Suárez                                      |                                                                            | Francisco Piñeiro González  | Julio Romero Suárez María ; Teresa López de la Fuente ; Domingo A. Martínez Martín |                                                    |
| 11.ª edición (2006) | Restituto Núñez Cobos                                        | Juan Lorenzo Collado Gómez ; Alba Cid Fernández ; Isabel Oliver González |                                                                            | Francisco Rozados Rivas     | Juan Lorenzo Collado Gómez ; Francisco Piñeiro González                            |                                                    |
| 12.ª edición (2007) | Carmen Caramés Gorgal                                        | Alfredo Macías Macías ; Manuel Luque Tapia                               |                                                                            | Rafael Laso Lorenzo         | Francisco Piñeiro González ; Iván García Campos                                    |                                                    |
| 13.ª edición (2008) | Feliciano Ramos Navarro                                      | José M. López Calo ; Cristalina López Rodríguez                          |                                                                            | Moisés Álvarez Jorge        | Carmen Cuevas Crespo ; Julio Romero Suárez                                         |                                                    |
| 14.ª edición (2009) | Alba Cid Fernández                                           | Sara Castelar Lorca ; Mª Isabel Gómez Arto                               |                                                                            | Alberto Rodríguez Díaz      | Juan José Ruíz Moñino ; Isabel Julián Quiroga                                      |                                                    |
| 15.ª edición (2010) | Emma Pedreira                                                | Manuel García Díaz Pintado ; Rosa Piñeiro Fariña                         |                                                                            | Pepe Pol                    | Noa María Carballa Rivas ; Mercedes Blanco Iglesias                                |                                                    |
| 16.ª edición (2011) | Beatriz Lorenzo                                              | José María Calo ; Pablo Núñez González ; Marcial González Vigo           |                                                                            | Xosé Manuel Dopazo Mella    | Noa María Carballa Rivas ; Mercedes Blanco Iglesias                                |                                                    |
| 17.ª edición (2012) | José Antonio Repeto González                                 | Xosé Otero Canto ; Marcial González Vigo                                 | Margarita Souvirón López ; Yoli López                                      | Erick Hernández Mora        | Pepe Pol ; Xaime Domínguez Toxo                                                    | Sofía Rodríguez Suárez ; Marcos Dios Almeida       |
| 18.ª edición (2013) | Ramón Sandoval Pérez                                         | Luis García Pérez ; Jacobo Llamas Martínez                               | Xosé Otero Canto ; Mercedes Saénz Blasco ; José Gabriel Rodríguez Ambrosio | Manrique Fernández Vázquez  | Xosé Farruco Graña Rama ; José Luis Hernández Garvi                                | José Ángel Corral Suárez ; Antonio Garrigo Jiménez |